# علا رشدي
علا رشدي (19 أغسطس 1980 -)، ممثلة مصرية.

## عن حياتها
ولدت لعائلة دبلوماسية وقد عاشت في أكثر من 5 بلدان منها أمريكا وإيطاليا وروسيا ، بدأ حب التمثيل لديها مند الطفولة حيث شاركت في العديد من المسرحيات في أمريكا حتى بعد تخرجها من الجامعة حصلت علي درجة الماجسيتير الشرفية في مجال إدارة الأعمال.
شاركت في عدد من الأعمال الفنية، أولها كان فيلم «السلم والثعبان» ثم توالت أعمالها.

### حياتها الأسرية
في مايو 2010 تزوجت من الممثل أحمد داود، ولديهما طفلين.

## أعمالها

### مسلسلات
| - استيفا:2015 - زواج بالإكراه:2015- هالة - البلطجي:2012 - حكايات وبنعيشها (مجنون ليلى) :2009 | - قيود من نار:2007 - لحظات حرجة (ج1، 2، 3):(2007، 2010، 2012)- منيرة - تامر وشوقية(ج1←4) :(2007←2010)- نانسي - مسلسل ب100وش: 2020 | - جراج:2006 - فريدة - أفيش وتشبيه:2006 - سكر وبنجر:2005 - ونحب تاني ليه:2020 - فراولة:2024 |

### أفلام
- وقفة رجالة:2021
- ثانية واحدة:2021

| - حياتي مبهدلة:2015- غادة - على جثتي:2013 - كابتن هيما:2008- زميلة ريم | - عصابة الدكتور عمر:2007 - حليم:2006- اصدقاء نوال - دم الغزال:2005- قائدة السيارة | - شباب أون لاين(ج2):2003 - زيادة ح 15، 31 - العنف والسخرية:2003 - السلم والثعبان:2001- نهى - قصة حب |

### أخرى
- حيلهم بينهم كمان وكمان:2009 - برنامج- أداء المقالب
- أطلنطس: الإمبراطورية المفقودة:2001- أودري

## وصلات خارجية
- علا رشدي على موقع IMDb (الإنجليزية)
- علا رشدي على موقع الدهليز
- علا رشدي على موقع قاعدة بيانات الأفلام العربية